# Volodymyrec
Volodymyrec (ukrajinsky Володимирець, polsky Włodzimierzec, rusky  Владимирець) je městys (ukrajinsky selyšče) ležící v západní části Ukrajiny na území Varašského rajónu v Rovenské oblasti, mezi řekami Styr a Horyn, přibližně 90 km severně od hlavního města oblasti Rovného. Přes sídlo vede úzkokolejná železnice na trati Antonivka — Zarične.

## Historie a památky
Podle místní pověsti založil tuto obec majitel rudných dolů Volodymyrko v roce 1183. Stávalo zde obranné hradiště. Bezpečně doložené zprávy o obci pocházejí z roku 1570. Důležitou roli ve vývoji obce sehrály rodiny knížat Czartoryských a jedné větve rodu Czetwertyńských (Šetvertyňských), která užívala erb s šesticípou hvězdou pod půlměsícem obráceným dolů, do něhož jsou zapíchnuté dva meče. Město jej převzalo do svého znaku a vlajky roku 1997. 4. června 1667 Volodymyrec dostal od cara městská privilegia (magdeburské právo). V 17. století se zde slévaly zvony. V roce 1957 byl Volodymyrci potvrzen sovětský statut městysu.
- Uspenský chrám (Zesnutí přesvaté Bohorodičky), dřevěná modře lakovaná stavba
- ruiny paláce Krasických z 1. poloviny 19. století
- masový hrob obětí holocaustu

## Rodáci
- Eli'ezer Šostak (1911-2001), izraelský politik
- Lesja Curenková (* 1989), ukrajinská tenistka